# C/2012 S1
C/2012 S1 (ISON) foi um cometa rasante descoberto em 21 de setembro de 2012 por Vitali Nevski de Vitebsk, Bielorrússia, e Artyom Novichonok de Kondopoga, Rússia. A descoberta foi realizada utilizando um telescópio refletor de 400 mm de abertura do observatório da ISON nos arredores de Kislovodsk na Rússia. Foram rapidamente obtidas imagens para precovery do Mount Lemmon Survey do dia 28 de dezembro de 2011 e do Pan-STARRS do dia 28 de janeiro de 2012. Observações subsequentes foram realizadas no dia 22 de setembro por uma equipe do observatório Remanzacco da Itália usando a rede de telescópios iTelescope. A descoberta foi anunciada pelo Minor Planet Center no dia 24 de setembro.

## Periélio
O cometa atingiu o periélio (maior aproximação do Sol) no dia 28 de novembro de 2013 às 18:45 UTC a uma distância de 0,012 UA (1 800 000 km) do centro do Sol. Levando em conta o raio solar de 6,955×105 km, o cometa passou aproximadamente a 1 100 000 km da superfície do Sol. Cálculos mostravam que em sua maior aproximação de Marte, no dia 1 de outubro de 2013, o cometa passou a uma distância de 0,07 UA (10 000 000 km). Sua órbita aproximadamente parabólica sugeriu que fosse um novo cometa vindo da nuvem de Oort.
Após a passagem perto do Sol, cientistas afirmaram que o cometa que tem cerca de 5,5 milhões de anos, não teria sobrevivido, já que não era mais possível detectar qualquer traço da sua cauda brilhante. No entanto, em 29 de novembro, a NASA divulgou em seu site que avistou um risco brilhante de material se afastando do sol, mas não saberia dizer se eram apenas destroços do Ison ou se alguma porção do núcleo havia sobrevivido. Mais tarde, o astrônomo Philip Plait anunciou através de uma teleconferência da NASA que o cometa não suportou a aproximação com o sol e se desfez.
A NASA confirmou a morte do cometa de forma oficial no dia 3 de dezembro de 2013. Se continuasse em seu curso normal, o cometa faria a sua maior aproximação da Terra no dia 26 de dezembro de 2013, quando passaria a uma distância de 0,4 UA (60 000 000 km).

## Brilho

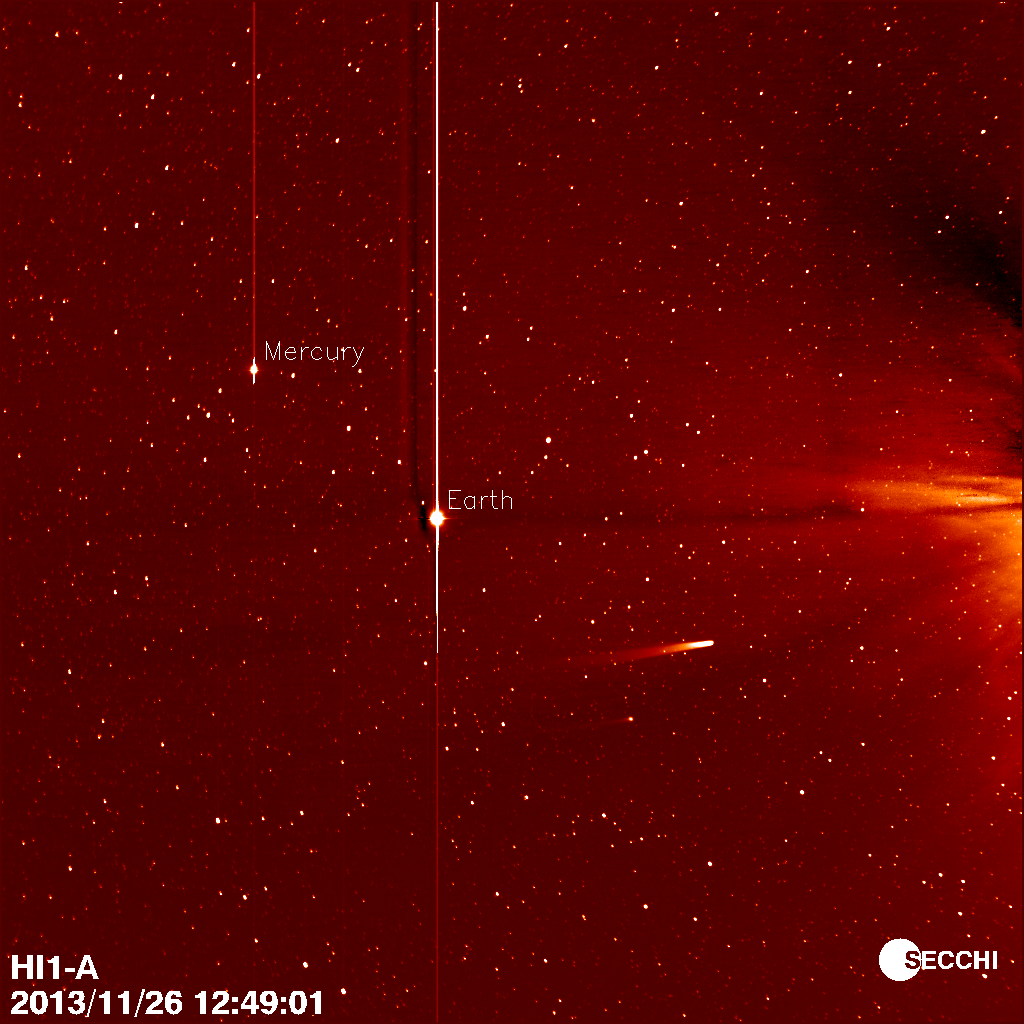
Uma imagem relacionada.

No momento de sua descoberta a magnitude aparente era 18,8, com um brilho insuficiente para ser visto a olho nu mas suficiente para ser fotografado por amadores com grandes telescópios. O brilho aumentou gradualmente a medida que se aproximava do Sol. Era esperado que por volta de agosto de 2013 estaria visível para pequenos telescópios e binóculos, tornando-se visível a olho nu no final de outubro ou no início de novembro e permanecendo assim até o meio de janeiro de 2014. Quando o cometa atingiu o periélio no dia 28 de novembro ele ficou a menos de 1° do Sol, tornando sua observação difícil dado o brilho do Sol. O cometa pode se tornar extremamente brilhante se permanecer intacto, provavelmente atingindo magnitudes negativas.
De acordo com a revista Astronomy Now pode até se tornar mais brilhante que a lua cheia, entretanto a previsão do brilho de um cometa é difícil, especialmente um que passará muito perto do Sol e pode ser afetado pela dispersão frontal da luz. Os cometas Kohoutek e C/1999 S4 não cumpriram a expectativa, mas se o ISON sobreviver pode se tornar semelhante ao Cometa McNaught, ao Grande Cometa de 1680 e ao cometa C/2011 W3 (Lovejoy). O mais brilhante desde 1935 foi o Cometa Ikeya–Seki em 1965 com magnitude -10.

## Observação
No mês de outubro de 2013 o cometa passou pela constelação de Leão no céu noturno, próximo à estrela Régulo e ao planeta Marte, facilitando a localização do cometa para os observadores. No mês seguinte, em novembro, o cometa passou pela constelação de Virgem, próximo à estrela Spica e ao planeta Saturno.

### Observação no hemisfério Sul
A órbita desse cometa mostrava que ele procedia a partir do norte do equador celeste, e faria uma incursão breve pelo sul do equador seguindo para o norte novamente. Sua observação seria melhor no hemisfério norte. Porém, como ele se aproximou muito do sol, caso não tivesse sido destruído, poderia ser visto também a partir do hemisfério sul.